# Isaurus
Genre
Isaurus est un genre  de cnidaires (coraux) de la famille des Zoanthidae (ordre des Zoantharia, appelés « zoanthides »).

## Liste des espèces
Selon World Register of Marine Species (24 décembre 2016) :
- Isaurus aggregatus Gray, 1828
- Isaurus clavatus Gray, 1828
- Isaurus cliftoni Gray, 1867
- Isaurus gelatinosus Pax, 1924
- Isaurus maculatus Muirhead & Ryland, 1985
- Isaurus natans Gray, 1828
- Isaurus savignii Gray, 1828
- Isaurus tuberculatus Gray, 1828

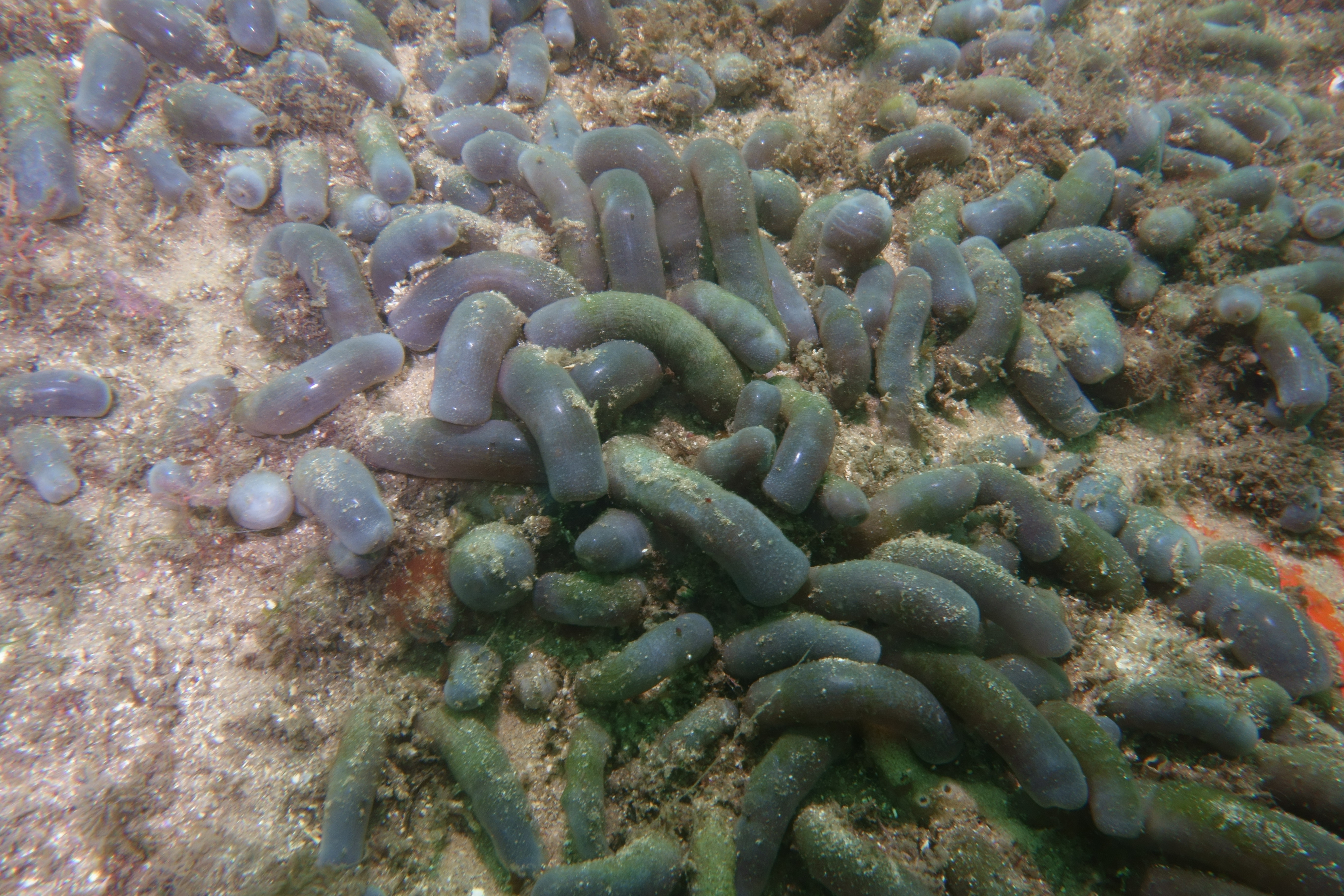
Isaurus cliftoni.
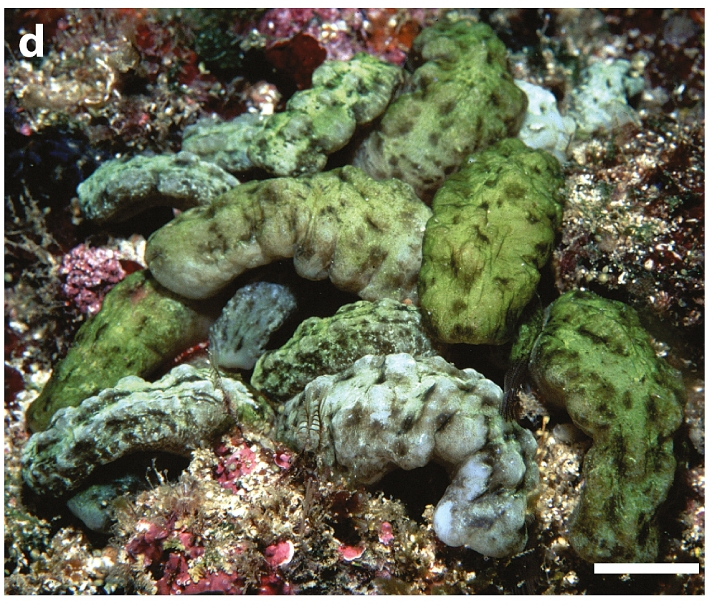
Isaurus tuberculatus.